# De strijdlust is geboren
De strijdlust is geboren är debutalbumet till det nederländska folk metal/viking metal-bandet Heidevolk. Det självutgivna albumet släpptes i mars 2005. Napalm Records återutgav albumet 2008 med tre bonusspår.

## Låtlista
1. "Krijgsvolk" – 2:48
2. "Vale Ouwe" – 5:42
3. "Het Gelders Volkslied" – 3:42
4. "Winteroorlog" – 7:07
5. "En wij stappen stevig voort" – 3:10
6. "Furor Teutonicus" – 5:16
7. "Het bier zal weer vloeien" – 3:44
8. "Gelre 838, Wychaert" – 7:11
9. "Hengist en Horsa" – 5:12

Bonusspår på 2008-utgåvan
1. "Wodan heerst" – 7:57
2. "Het bier zal weer vloeien (Violin Version)" – 2:48
3. "Vulgaris Magistralis" (Normaal-cover) – 3:43

## Medverkande
Musiker (Heidevolk-medlemmar)
- Joris Boghtdrincker (Joris van Gelre) – sång
- Jesse Vuerbaert (Jesse Middelwijk) – sång, flöjt
- Niels Beenkerver (Niels Riethorst) – gitarr
- Sebas Bloeddorst (Sebas van Eldik) – gitarr, tamburin, munharpa
- Joost Vellenknotscher (Joost Westdijk) – trummor
- Paul Braadvraat (Paul Staring) – basgitarr

Bidragande musiker
- Splintervuyscht (Mark Bockting) – körsång
- Rowan Roodbaert (Rowan Middelwijk) – körsång

Produktion
- Heidevolk – producent, ljudtekniker
- Robert Aarts – ljudmix
- Mailmen – mastering
- Klaesch Lageveen (Klaas Lageveen) – omslagskonst
- Afke Westdijk – foto